# Дисульфидная связь

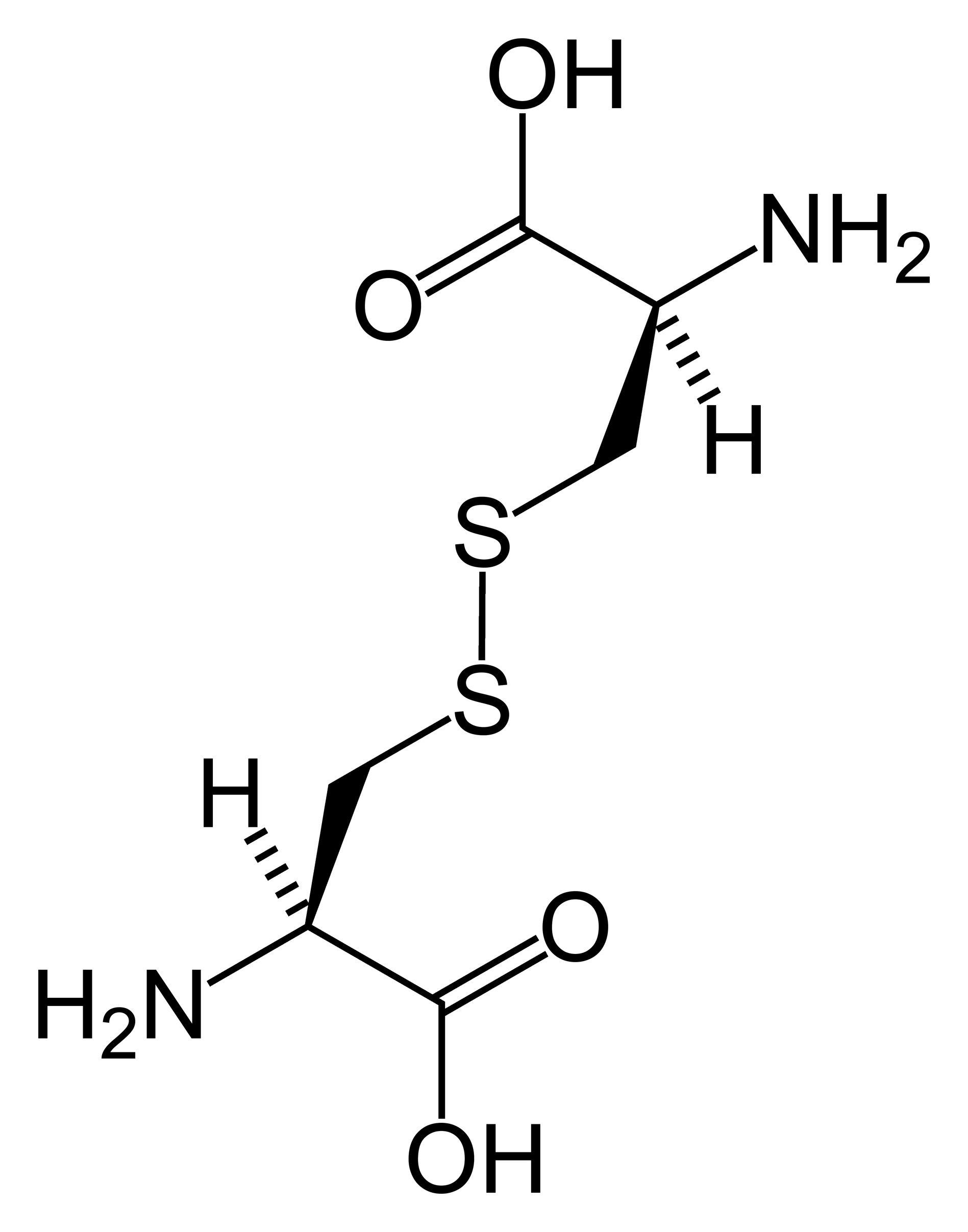
Пример дисульфидной связи, образованной двумя цистеинами

Дисульфи́дные мо́стики, или дисульфи́дная связь, — ковалентная связь между двумя атомами серы (—S—S—), входящими в состав двух остатков серосодержащей аминокислоты цистеина. Образующие дисульфидную связь аминокислоты могут находиться как в одной, так и в разных полипептидных цепях белка. Дисульфидные связи образуются в процессе посттрансляционной модификации белков и служат для поддержания третичной и четвертичной структур белка.
Большинство внутриклеточных белков лишены дисульфидных связей. Однако такие связи распространены в белках, секретируемых клеткой во внеклеточное пространство. Полагают, что эти связи стабилизируют конформацию белков вне клетки и предотвращают их денатурацию. К таким белкам относят гормон инсулин и имуноглобулины.